# (29328) Hanshintigers
(29328) Hanshintigers est un astéroïde de la ceinture principale.

## Description
(29328) Hanshintigers est un astéroïde de la ceinture principale. Il fut découvert le 13 octobre 1994 à Kiso par l'observatoire de Kiso. Il présente une orbite caractérisée par un demi-grand axe de 2,30 UA, une excentricité de 0,19 et une inclinaison de 3,5° par rapport à l'écliptique.

## Compléments